# Сивас (вилајет)
Сивас (тур. Sivas İli) је вилајет у Турској. Популација вилајета износи   634.924 становника. Административни центар вилајета је град Сивас.